# Crkva sv. Trojice u Bjelovaru
Crkva svete Trojice u Bjelovaru je pravoslavna crkva s kraja 18. stoljeća.
Crkva je jednobrodna barokno-klasicistička građevina podignuta krajem 18. i u prvoj polovini 19. stoljeća. Unutrašnjost joj je temeljito restaurirana krajem 19. i početkom 20. stoljeća prema projektima Hermanna Bolléa. Plan je obuhvaćao brojne neogotičke i neorenesanse elemente, no od svega je ostvaren samo zvonik bez neogotičkih ukrasa. Par godina kasnije, osim novoga dekorativnog oslika na zidovima, do danas sačuvanoga, u crkvu je tom prilikom postavljen novi neobizantski ikonostas s ikonama koje su radili neki od najuglednijih hrvatskih slikara toga vremena: Celestin Medović, Bela Čikoš Sesija i Ivan Tišov. Njihov rad je utjecao na mladu srednjoškolku Nastu Rojc, koja je kasnije postala jedna od prvih hrvatskih akademski obrazovanih slikarica.

## Vanjske poveznice
|  | Zajednički poslužitelj ima još gradiva o temi Crkva sv. Trojice u Bjelovaru |